# Championnats du monde de cyclisme sur route 1983
Navigation
Goodwood 1982 Barcelone Springs 1984
Les championnats du monde de cyclisme sur route 1983 ont eu lieu le 4 septembre 1983 à Altenrhein en Suisse. 

## Résultats
| Épreuves :                                       | Or                                                                                            | Or              | Argent                                                         | Argent | Bronze                                                            | Bronze |
| Épreuves masculines                              |                                                                                               |                 |                                                                |        |                                                                   |        |
| Hommes - course en ligne                         | Greg LeMond États-Unis                                                                        | 7 h 01 min 21 s | Adrie van der Poel Pays-Bas                                    | -      | Stephen Roche Irlande                                             | -      |
| Hommes - amateurs - course en ligne              | Uwe Raab Allemagne de l'Est                                                                   | -               | Niki Rüttimann Suisse                                          | -      | Andrzej Serediuk Pologne                                          | -      |
| Hommes - amateurs - contre-la-montre par équipes | Union soviétique Youri Kachirine Sergueï Navolokine Oleh Petrovich Chuzhda Alexandre Zinoviev | -               | Suisse Daniel Heggli Heinz Imboden Othmar Haefliger Benno Wiss | -      | Norvège Terje Gjengaar Dag Hopen Hans-Peter Odegaard Tom Pedersen | -      |
| Épreuve féminine                                 |                                                                                               |                 |                                                                |        |                                                                   |        |
| Femmes - course en ligne                         | Marianne Berglund Suède                                                                       | -               | Rebecca Twigg États-Unis                                       | -      | Maria Canins Italie                                               | -      |

## Tableau des médailles
| Rang  | Nation             | Or | Argent | Bronze | Total |
| ----- | ------------------ | -- | ------ | ------ | ----- |
| 1     | Suisse             | 1  | 2      | 0      | 3     |
| 2     | États-Unis         | 1  | 1      | 0      | 2     |
| 3     | Allemagne de l'Est | 1  | 0      | 0      | 1     |
| 3     | Union soviétique   | 1  | 0      | 0      | 1     |
| 5     | Pays-Bas           | 0  | 1      | 0      | 1     |
| 6     | Irlande            | 0  | 0      | 1      | 1     |
| 6     | Pologne            | 0  | 0      | 1      | 1     |
| 6     | Italie             | 0  | 0      | 1      | 1     |
| 6     | Norvège            | 0  | 0      | 1      | 1     |
| Total | Total              | 4  | 4      | 4      | 12    |